# Johannes Wagner (Politiker)

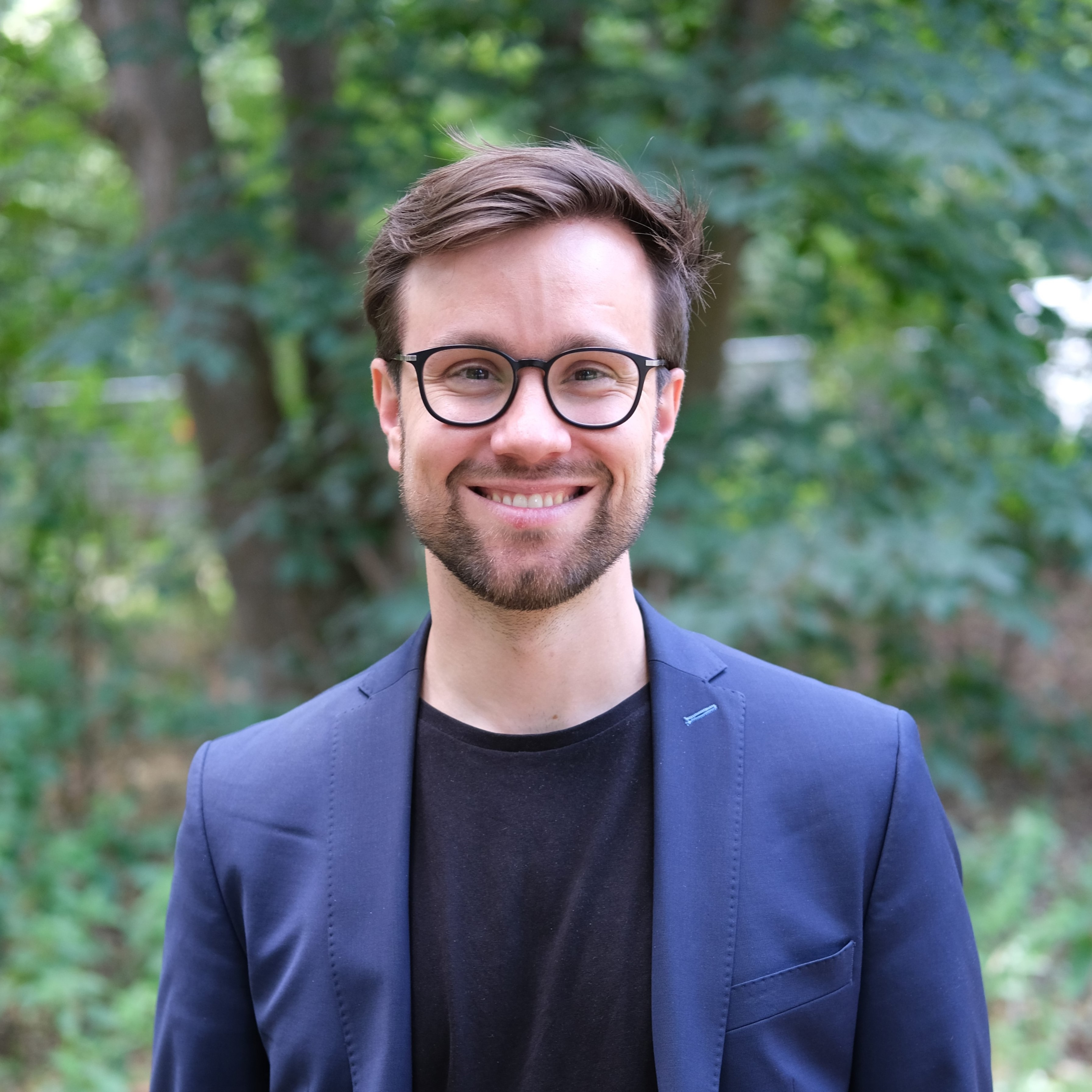
Johannes Wagner

Johannes Wagner (* 1. August 1991 in Nürnberg) ist ein deutscher Arzt, Politiker und seit 2021 Mitglied des Deutschen Bundestages für Bündnis 90/Die Grünen.

## Leben
Johannes Wagner wurde 1991 in Nürnberg geboren. Er wuchs in Forchheim und Bamberg auf und ging dort zur Schule. Nach dem Abitur ging Wagner für ein Jahr nach Ecuador und absolvierte dort mit der Deutschen Gesellschaft für internationale Zusammenarbeit (GIZ) einen entwicklungspolitischen Freiwilligendienst. Ende 2012 zog Wagner für das Studium der Humanmedizin nach Erlangen und wechselte anschließend im Zuge der Fächer-Spezialisierung in „Globaler Gesundheit und Tropenmedizin“ zum Ende des Studiums nach Würzburg. Er lebt in Coburg und arbeitet am Regiomed-Verbundskrankenhaus als Arzt in der Kinderklinik.

## Politik
Wagner war von 2016 bis 2018 Jugenddelegierter für nachhaltige Entwicklung bei den Vereinten Nationen, wodurch er Teile der Bundesregierung zu verschiedenen UN-Konferenzen rund um die „Agenda 2030“ begleiten konnte. Er war Beisitzer im Vorstand von Bündnis 90/Die Grünen KV Coburg-Stadt.
Im September 2020 erhielt Wagner auf der Bezirksdelegiertenversammlung in Bayreuth das einstimmige Votum des Bezirks Oberfranken für die Kandidatur zur Bundestagswahl 2021. Zur Kandidatur bewog ihn vor allem der Wunsch, seine Erfahrungen und Expertise als Kinderarzt in Weiterbildung einzubringen und die Rahmenbedingungen für die im Gesundheitssystem tätigen Menschen und die Patienten zu verbessern. Des Weiteren engagierte sich Wagner bei verschiedenen aktivistischen Bündnissen.
Zur Bundestagswahl 2021 trat Johannes Wagner als Direktkandidat für den Wahlkreis 238 in Coburg an und gewann 8,6 % der Erststimmen. Über Platz 16 der bayerischen Landesliste von Bündnis 90/Die Grünen zog er dennoch zur 20. Legislaturperiode in den Bundestag ein.
Er war im 20. Deutschen Bundestag ordentliches Mitglied im Ausschuss für Gesundheit und im Parlamentarischen Beirat für nachhaltige Entwicklung sowie im Unterausschuss Globale Gesundheit, wo er das Amt des stellvertretenden Vorsitzes bekleidete und zugleich Obmann für seine Fraktion war. Stellvertretend war Wagner Mitglied des Ausschusses für wirtschaftliche Zusammenarbeit und Entwicklung sowie des Ausschusses für Ernährung und Landwirtschaft.
Im Bundestag liegt sein Schwerpunkt in der Gesundheitspolitik. Dort setzt er sich vor allem für die Themen Gesundheit und Prävention und globale Gerechtigkeit ein. Außerdem bearbeitet er den Themenkomplex „Klima und Gesundheit“, welcher die Auswirkungen des Klimawandels auf die menschliche Gesundheit beschreibt. Im September 2022 gründete Wagner gemeinsam mit der Bundestagsabgeordneten Tina Rudolph (SPD) einen Parlamentskreis One Health.
2023 fiel Wagner durch seine Positionen zur sogenannten „Letzten Generation“ auf. Unter anderem lud er Aktivisten zu Gesprächen in den Bundestag ein. Im Zuge dessen kritisierte er auch die besonderen Zugangsbeschränkungen für die Aktivisten der Letzten Generation. Der Bundestag solle ein Ort für offenen Austausch sein, so Wagner.
Zur Bundestagswahl 2025 kandidierte Wagner im Bundestagswahlkreis Coburg. Er erreichte dort mit 8,5 Prozent der Stimmen Platz 4. Über die Landesliste Bayern der Grünen schaffte er den Einzug in den 21. Deutschen Bundestag. Er ist Mitglied im Ausschuss für Gesundheit sowie stellvertretend im Ausschuss für Landwirtschaft, Ernährung und Heimat und im Ausschuss für Wirtschaft und Energie.

## Mitgliedschaften
- Coburger Radsport e.V. (CoRa)
- Allgemeiner deutscher Fahrradclub e.V. (ADFC)
- Verkehrsclub Deutschland e.V. (VCD)
- Deutscher Alpenverein e.V. (DAV)
- Deutsche Allianz für Klimawandel und Gesundheit e.V. (KLUG)
- IPPNW – Deutsche Sektion der Internationalen Ärzte für die Verhütung des Atomkrieges / Ärzte in sozialer Verantwortung e.V.
- Deutsche Gesellschaft für Tropenmedizin und Globale Gesundheit e.V. (DTG)
- Deutsche Gesellschaft für die Vereinten Nationen e.V. (DGVN)